# Nertera sinensis
Nertera sinensis là một loài thực vật có hoa trong họ Thiến thảo. Loài này được Hemsl. ex F.B.Forbes & Hemsl. mô tả khoa học đầu tiên năm 1888.